# Chantal Schelkens
Chantal Schelkens (Mol, 14 settembre 1964) è un'ex cestista belga.

## Carriera
Con il Belgio ha disputato i Campionati europei del 1985.